# Katedra i Klinika Ortopedii i Traumatologii Narządu Ruchu Gdańskiego Uniwersytetu Medycznego
Katedra i Klinika Ortopedii i Traumatologii Narządu Ruchu – jednostka lecznicza i dydaktyczna Gdańskiego Uniwersytetu Medycznego, zajmująca się zagadnieniami z zakresu ortopedii oraz traumatologii.

## Historia
Oddział wywodzi się z powstałego 5 lipca 1946 Oddziału Chirurgii i Ortopedii Dziecięcej na terenie wcześniejszego oddziału Neurochirurgicznego Staatliche Akademie für Praktische Medizin w Gdańsku. W 1946 roku stał się częścią Kliniki Chorób Dziecięcych. Po przenosinach do nowego pawilonu ilość łózek wynosiła 40, a do dyspozycji lekarzy były sale: operacyjna, gipsowa oraz gimnastyczna. W 1949 liczba łóżek wzrosła do 50.
1 stycznia 1953 zmieniono nazwę jednostki na Katedrę i Klinikę Ortopedii Akademii Medycznej w Gdańsku. W tym samym roku została przeniesiona do rozbudowanego Szpitala Miejskiego im. Mikołaja Kopernika w Gdańsku. W tym okresie pojemność jednostki wzrosła do dwóch oddziałów dziecięcych po 40 łóżek każdy. Lekarze mieli do dyspozycji dwie sale aseptyczne i jedną septyczną. Przy oddziale funkcjonowanie rozpoczęły poradnia ortopedyczno-chirurgiczna dla dzieci i poradnia chorych po chorobie Heinego-Medina.
W 1955 oddział włączono w skład Wydziału Pediatrycznego Akademii Medycznej w Gdańsku. Wchodzący w skład jednostki Oddział Chirurgii Dziecięcej podniesiony został do rangi Kliniki. W pierwszym dziesięcioleciu pracy kliniki leczono w niej 6403 chorych i wykonano 3627 zabiegów (56% hospitalizowanych).
W drugiej połowie 1956 na oddziale rozpoczęto przyjmowanie osób dorosłych, zwiększając przy tym liczbę łóżek do 135, zaś w 1957 uruchomiono Poradnię Ortopedyczną dla Dorosłych. Klinika rozpoczęła specjalizację w leczeniu określonych schorzeń i urazów, w tym wrodzonego zwichnięcia stawów biodrowych, stóp końsko-szpotawych i gruźlicy kostno-stawowej.
W 1959 stworzono Przykliniczne Warsztaty Ortopedyczne, zajmujące się produkcją m.in. obuwia ortopedycznego, ale również materiały do zespoleń kości, zestawy do korekcji bocznych skrzywień kręgosłupa, kręgozmyków oraz oprzyrządowanie specjalistyczne stołów operacyjnych i pomiarowe. Warsztaty w 1969 uzyskały rangę wojewódzkich.
Zespół kliniki pod kierunkiem Zygmunta Ambrosa stworzył pierwszy podręcznik ortopedii w języku polskim - Zarys ortopedii ogólnej w 1957.
W latach 1965–1974 podjęto dalszą specjalizację w zakresie zagadnień chirurgii ręki, wczesnych interwencji operacyjnych w reumatoidalnym zapaleniu stawów oraz leczeniu złamań szyjki kości udowej sposobem Judeta, a także endoprotezoplastykę Austin-Moore'a.
Kolejny okres, lata 1975–1984, poświęcono na rozszerzenie działalności o resekcję trapezoidalną w leczeniu złuszczenia głowy kości udowej oraz zastosowaniu przeszczepu kości strzałkowej z użyciem gwoździa Kuntschera w leczeniu złamań trzonu kości udowej. Wśród nowatorskich metod znalazły się również leczenie złamań kości osteosyntezą stabilną oraz dwuczęściowa endoprotezoplastyka biodra. Rozpoczęto stosowanie potrójnej i poczwórnej osteotomii miednicy.
Na początku lat 80. rozpoczęła działalność Przykliniczna Poradnia Chirurgii Ręki (1982). W okresie 1985–1994 rozpoczęto zabiegi mikrochirurgii naczyniowej, replantacji amputowanych palców rąk, wydłużania kończyn oraz stosowanie endoprotez stawu biodrowego i kolanowego, a także artroskopię i artroskopowe leczenie operacyjne schorzeń i uszkodzeń stawu kolanowego i ramiennego.
Po 1989 rozpoczęto wymianę wiedzy z ośrodkami zagranicznymi. Organizowane w latach 1994 i 1996 Sympozja polsko-niemieckie oraz Sympozjum Sekcji Ręki z 1997 umożliwiły wymianę wiedzy tematycznej z lekarzami z zagranicy. W 2002 odbyło się w Klinice IV Sympozjum polsko-włoskie.

## Kierownicy
- Alojzy Maciejewski[3]
- Zygmunt Ambros[3]
- Marian Teleszyński[3]
- Alfons Senger[3]
- Antoni Hlavaty[3]
- Józef Szczekot[5]
- Stanisław Mazurkiewicz[5]
- Tomasz Mazurek